# Harry Llewellyn
Harry Morton Llewellyn (né le 18 juillet 1911 à Aberdare et mort le 15 novembre 1999 à Abergavenny) est un cavalier britannique.

## Biographie
Harry Llewellyn est le second fils de Sir David Llewellyn (1879-1940), un industriel et financier gallois. Son frère aîné, le baronnet Rhys Llewellyn (1910-1978), est un officier des Welsh Guards et haut-shérif du Glamorgan, tandis que son frère cadet, David Llewellyn (1916-1992), est un homme politique conservateur et député.
Harry Llewellyn étudie à la Oundle School puis au Trinity College de l'Université de Cambridge.
Llewellyn est membre de l'équipe olympique des Grande-Bretagne de saut d'obstacles, qui obtient la médaille de bronze aux Jeux olympiques d'été de 1948 à Londres. Quatre ans plus tard, lors des Jeux olympiques d'été de 1952 à Helsinki, il remporte le titre olympique.
En 1990, il entre au Temple de la renommée des sports du pays de Galles.
Llewellyn épouse Christine Saumarez, une descendante directe de l'amiral James Saumarez. Ensemble, ils donnent naissance au socialite Dai Llewellyn (né en 1946) et au paysagiste, journaliste et présentateur de télévision Roddy Llewellyn (né en 1947), qui fut un temps l'amant de la princesse Margaret du Royaume-Uni.